# Daimler-Benz DB 600
Il Daimler-Benz DB 600 era un motore aeronautico V12 invertito con raffreddamento liquido costruito durante la seconda guerra mondiale dalla tedesca Daimler-Benz AG. Equipaggiava, tra gli altri, i Messerschmitt Bf 110 e gli Heinkel He 111.
I più recenti progetti di motori Daimler-Benz usati nella seconda guerra mondiale si basarano sui concetti anticipati in questo motore come, ad esempio, l'iniezione diretta (DB 601) e l'aumento della cilindrata nei DB 603 e DB 605.

## Versioni
- DB 600A[1] - oltre 1 000 CV (810 kW) a 2 350 giri/min sul livello del mare
- DB 600B[2] - oltre 1 000 CV (810 kW) a 2 350 giri/min sul livello del mare
- DB 600C[1] - oltre 850 CV (634 kW) a 2 350 giri/min ed a 4 000 m di quota
- DB 600D[2] - oltre 850 CV (634 kW) a 2 350 giri/min ed a 4 000 m di quota
- DB 600G[1] - oltre 950 CV (708 kW) a 2 350 giri/min ed a 4 000 m di quota
- DB 600H[2] - oltre 950 CV (708 kW) a 2 350 giri/min ed a 4 000 m di quota

## Apparecchi utilizzatori
Germania
- Arado Ar 197 V1 - prototipo, evoluzione dell'Arado Ar 68.
- Dornier Do 17 S-0 - 3 Vorserien-Flugzeuge
- Focke-Wulf Fw 187 V6 (prototipo).
- Heinkel He 60 C - 1 getestetes Flugzeug
- Heinkel He 111 nelle seguenti versioni - V5: DB 600A, B-1, B-2: DB 600C, G-4: DB 600G, G-5: DB 600C, J-1: DB 600C
- Heinkel He 112 - nei prototipi V7 e V8.
- Heinkel He 114 - 3 He 114 B-2 ceduti all'aviazione romena.
- Junkers Ju 90 V1 - il primo prototipo dello Ju 90.
- Henschel Hs 128 V1 - Zweimotorig, Druckkabine, Höhenforschungsflugzeug.
- Messerschmitt Bf 109 - nei prototipi V10 e V14.
- Messerschmitt Bf 110 - nei prototipi V1, V2 e V3.
- Messerschmitt Bf 162 - nei prototipi V1 e V2.

## Motori comparabili
Germania
- Junkers Jumo 210
- Junkers Jumo 211

 Stati Uniti
- Allison V-1710

 Francia
- Hispano-Suiza 12Y

 Regno Unito
- Rolls-Royce Merlin

 Unione Sovietica
- Klimov M-105
- Mikulin AM-35